# Lijst van beelden in Stadskanaal
Dit is een (onvolledige) chronologische lijst van beelden in Stadskanaal. Onder een beeld wordt hier verstaan elk driedimensionaal kunstwerk in de openbare ruimte van de Nederlandse gemeente Stadskanaal, waarbij beeld wordt gebruikt als verzamelbegrip voor sculpturen, standbeelden, installaties, gedenktekens en overige beeldhouwwerken.
Voor een volledig overzicht van de beschikbare afbeeldingen zie: Beelden in Stadskanaal op Wikimedia Commons.
| Geplaatst | Omschrijving | Kunstenaar                                                          | Straat                                                   | Plaats          | Materiaal                                             | Afbeelding  |  |
| --------- | --- | ------------------------------------------------------------------- | -------------------------------------------------------- | --------------- | ----------------------------------------------------- | ----------- |  |
| 1948      | Geert Teis | Willem Valk                                                         | Foyer Theater Geert Teis                                 | Stadskanaal     | brons                                                 |             |  |
| 1949      | Oorlogsmonument | L. Reinalda en C. Schaap                                            | Aweg bij IJzeren Klap                                    | Musselkanaal    | natuursteen                                           |             |  |
| 1949      | Oorlogsmonument | Jacob Meinen                                                        | Julianapark                                              | Stadskanaal     | steen                                                 |             |  |
| 1952      | Tegeltableau 1000-woningenplan                                                                                       | Anno Smith                                                          | Hanne Bruininghstraat/Fr. Nanningstraat                  | Musselkanaal    | keramiek                                              |             |  |
| 1958      | Parkheem | Willem Valk                                                         | Wilhelminalaan (bij verpleeghuis)                        | Stadskanaal     | zandsteen                                             |             |  |
| 1959      | Roodkapje en de wolf                                                                                                 | Kees de Kruijff                                                     | Julianapark                                              | Stadskanaal     | steen                                                 |             |  |
| 1960      | Mercurius | Johan Dijkstra                                                      | Voormalig bedrijfsgebouw van Philips (Electronicaweg)    | Stadskanaal     | steen                                                 |             |  |
| 1963      | Spelende kinderen | Alfred van Werven                                                   | Schoolgebouw Gelderselaan                                | Stadskanaal     | steen                                                 |             |  |
| 1963/1964 | Lijnenspel | Siep van den Berg                                                   | Gandhiplein (sporthal de Spont)                          | Stadskanaal     | baksteen                                              |             |  |
| 1965      | Stapeling | Carel Visser                                                        | Plein Ubbo Emmiusschool                                  | Stadskanaal     | beton                                                 |             |  |
| 1965      | Knoalster Lorelei | Karl Jakob van Beekum                                               | Hoofdstraat                                              | Stadskanaal     | metaal                                                |             |  |
| 1968      | Jezus zegent de kinderen                                                                                             | Karl Jakob van Beekum                                               | Utrechtselaan (schoolplein voormalige Gabriel Damschool) | Stadskanaal     | baksteen                                              |             |  |
| 1969      | vrouwenfiguur | Felix van Kalmthout                                                 | Oldehof                                                  | Onstwedde       | brons                                                 |             |  |
| 1971      | touwspringend kind                                                                                                   | Henk Holman                                                         | Zandtangerweg, bij CBS Op de Zandtange                   | Mussel          |                                                       |             |  |
| 1977      | Samenwerking | Karl Jakob van Beekum                                               | Navolaan (politiebureau)                                 | Stadskanaal     | betontegels en glas                                   |             |  |
| 1977      | Gemeentewapen Stadskanaal                                                                                            | Jan Schroot                                                         | Raadhuisplein (gemeentehuis)                             | Stadskanaal     | betonmozaïek                                          |             |  |
| 1977/1978 | Zonder titel (fragment)                                                                                              | Marinus Dieleman                                                    | Sporthal "de Veenhorst"                                  | Musselkanaal    | Blauwe hardsteen                                      |             |  |
| 1977/1978 | Zonder titel | Peter Stein                                                         | Sporthal "de Veenhorst"                                  | Musselkanaal    | hardhout                                              |             |  |
| 1983      | Hooiruiters | Magda Lagerwerf                                                     | Holte                                                    | Onstwedde       | hout                                                  |             |  |
| 1984      | Poggelinie | Christine Chiffrun                                                  | Pagedal                                                  | Stadskanaal     | hout en beton                                         |             |  |
| 1984/1985 | Koningsgraf | Peter Huigen                                                        | Ter Wuppingerweg                                         | Ter Wupping     | steen, beton en vloertegels                           |             |  |
| 1986      | Zonder titel | Hans Boer en Frans Meerhof                                          | Pagedal                                                  | Stadskanaal     | metaal                                                |             |  |
| 1986      | Pick-k-nicktafel | Chris Verbeek                                                       | Smeerling                                                | Onstwedde       | cortenstaal                                           |             |  |
| 1986      | Fort Datema | Jan Brouwer                                                         | Veenhuizen                                               | Onstwedde       | ferrocement                                           |             |  |
| 1986      | Joods monument | Firma J. Kalk en Zn.                                                | Navolaan/Groningerlaan                                   | Stadskanaal     | Zweeds graniet op betonnen voetstuk                   |             |  |
| 1986/1987 | Zonder titel | Michiel Schouten                                                    | Nieuwlandseweg                                           | Alteveer        | metaal                                                |             |  |
| 1988      | Sky-line | Bas Lugthart                                                        | Nabij de 2e Exloërmond                                   | Musselkanaal    | staal, plexiglas en neon                              |             |  |
| 1988      | Oorlogsmonument' | Firma J. Kalk en Zn.                                                | Hardingestraat                                           | Onstwedde       | hardsteen, natuursteen en keien                       |             |  |
| 1990      | Hoornen | René de Boer                                                        | Ceresdorpstraat                                          | Musselkanaal    | gekleurd staal                                        |             |  |
| 1991      | Kubusbeeld | Rina van Nuland                                                     | Rotonde Atlantislaan/Stuurboord                          | Stadskanaal     | beton + plaatstaal                                    |             |  |
| 1991      | Gurgulio | Trudi van den Berg en Jos Steenmeijer                               | Kampvennen                                               | Onstwedde       | staal, kunststof en beton                             |             |  |
| 1991      | Zonder titel | Kie Ellens                                                          | Rotonde Atlantislaan/Europalaan/Maneglaan                | Stadskanaal     | staal + plaatstaal                                    |             |  |
| 1991      | Grondsporen | Rina van Nuland                                                     | Musselweg/Laakstraat                                     | Mussel          | beton                                                 |             |  |
| 1992      | De Krinkiesspijer | Toos Hagenaars                                                      | Hoofdstraat                                              | Stadskanaal     | brons                                                 |             |  |
| 1992      | Oleander | Johan Broekema                                                      | Meidoornstraat (obs de Oleander)                         | Stadskanaal     | keramiek                                              |             |  |
| 1992      | Zonder titel | Siebe Hansma                                                        | Patio gemeentehuis Stadskanaal                           | Stadskanaal     | Roestvast staal en staal                              |             |  |
| 1992/1993 | Bankbeeld | Chris Verbeek                                                       | Willem Diemerplein                                       | Musselkanaal    | beton en metaal                                       |             |  |
| 1994      | Maczek monument | Karin Hardonk                                                       | Generaal Maczekplein                                     | Stadskanaal     | roestvrij staal en baksteen                           |             |  |
| 1994      | Waving, not drowning                                                                                                 | Kie Ellens                                                          | Eerste Oomsberg                                          | Eerste Oomsberg | staal beton en baksteen                               |             |  |
| 1995      | Bruintje Beer | Henny Zandjans                                                      | Markstraat                                               | Musselkanaal    | brons                                                 |             |  |
| 1996      | Zonder titel | Dimphi Hombergen                                                    | Beumeesweg                                               | Alteveer        | steen en keramische platen                            |             |  |
| 1996      | Komproject | Nico Parlevliet                                                     | Bebouwde komaanduiding                                   | Mussel          | metaal                                                |             |  |
| 1996      | Cornelis Dopper | Hendrik Antonius ter Reegen                                         | Raadhuisplein                                            | Stadskanaal     | natuursteen                                           |             |  |
| 1997      | Paraplu's | Willem Caspers                                                      | Mensitenlaan/Korte Hemenweg                              | Stadskanaal     | keramiek                                              | Stadskanaal |  |
| 1998      | Zonder titel (Kroon)                                                                                                 | Puck Hummel                                                         | Theater Geert Teis                                       | Stadskanaal     | kunststof en neon                                     |             |  |
| 2000      | de Ring | Theo de Grebber (Van den Berg 'Art en Ornement')                    | Rotonde Dorpsstraat/Luringstraat                         | Onstwedde       | roestvast staal, beton en glas                        |             |  |
| 2001      | Ode aan de mode | Gosse Dam                                                           | Aweg                                                     | Musselkanaal    | brons                                                 |             |  |
| 2002      | AvL Starwagon | Atelier Van Lieshout                                                | Stationstraat                                            | Stadskanaal     | diverse materialen                                    |             |  |
| 2002      | 1787 | Jorgen Leijenaar                                                    | Noorderdiep                                              | Stadskanaal     | diverse materialen                                    |             |  |
| 2004      | Hommage | Monica Boekholt samen met Cathelijne Montens en Krijn Christiaansen | Gelderselaan (schoolplein van de Catamaran)              | Stadskanaal     | beton + keramische tegels                             |             |  |
| 2006      | Op weg | Anita Franken                                                       | Plein Ubbo Emmiusschool                                  | Stadskanaal     | brons                                                 |             |  |
| 2007      | Simon van Wattum | Marten Grupstra                                                     | Openbare Bibliotheek Stadskanaal                         | Stadskanaal     | brons                                                 |             |  |
| 2010      | Cornelis Dopper | Loek Bos                                                            | Raadhuisplein                                            | Stadskanaal     | brons                                                 |             |  |
| 2010      | Turfschip | Twan de Vos                                                         | Raadhuisplein                                            | Stadskanaal     | polyester                                             |             |  |
| 2010      | Techniek | Gerard van Remmen                                                   | LTSpark                                                  | Musselkanaal    | koper op stenen muren                                 |             |  |
| 2012      | Turven Tronen | Hans Mes                                                            | Hoofdstraat (langs het kanaal)                           | Stadskanaal     | staal                                                 |             |  |
| 2012      | Stadspaden | Hans Mes                                                            | Hoofdstraat (langs het kanaal)                           | Stadskanaal     | staal                                                 |             |  |
| 2012      | Ode aan de Veenkoloniale vrouw                                                                                       | Gosse Dam                                                           | Menistenplein                                            | Stadskanaal     | brons                                                 |             |  |
| 2012      | Wat moakt het oet | Ede Staal (tekst)                                                   | Eurobrug                                                 | Stadskanaal     | zwarte reliëfletters op het contragewicht van de brug |             |  |
| onbekend  | Wapen van Wildervank                                                                                                 | Anno Smith                                                          | Sportterreinstraat (zaal Kniphorst)                      | Stadskanaal     | keramiek                                              |             |  |
| onbekend  | Turnsters | Anno Smith                                                          | Sportterreinstraat (zaal Kniphorst)                      | Stadskanaal     | keramiek                                              |             |  |
| onbekend  | Reliëf | onbekend                                                            | hoek Technicumstraat/Badstraat                           | Musselkanaal    | steen                                                 |             |  |
| onbekend  | Zonder titel | onbekend                                                            | Borgenweg/Nautilusweg                                    | Stadskanaal     | cortenstaal                                           |             |  |
| 2019      | La Pieta | Harm Jan Oortwijn                                                   | Poortmanswijk                                            | Alteveer        | Graniet en Cortenstaal                                |             |  |
| 2019      | Barmumbirr | Harm Jan Oortwijn                                                   | Poortmanswijk                                            | Alteveer        | Graniet                                               |             |  |
| 2020      | Jojo Ndwanyi | Michel Velt                                                         | Renneflat                                                | Stadskanaal     | muurschildering                                       |             |  |
| 2021      | Zonder titel | Michel Velt                                                         | Utrechtselaan                                            | Stadskanaal     | muurschildering                                       |             |  |
| 2021      | Give a young person a fish and you feed him for a day. Teach a young person to fish and you feed him for a lifetime. | Case MaClaim                                                        | Utrechtselaan                                            | Stadskanaal     | muurschildering                                       |             |  |
| 2021      | Zonder titel | Marcus Debie                                                        | Utrechtselaan                                            | Stadskanaal     | muurschildering                                       |             |  |
| 2021      | De rode draad van het geloof                                                                                         | Kitsune Jolene                                                      | Utrechtselaan                                            | Stadskanaal     | muurschildering                                       |             |  |
| 2021      | Time is Love | BKFoxx                                                              | Utrechtselaan                                            | Stadskanaal     | muurschildering                                       |             |  |
| 2021      | Monument 21 | Bernard Winkel en Leo Kaldenbach                                    | Krommewijk                                               | Stadskanaal     | cortenstaal                                           |             |  |
| 2022      | Dukkah | Nina Valkhoff                                                       | Utrechtselaan                                            | Stadskanaal     | muurschildering                                       |             |  |